# Penzijní fond
Penzijní fond je fond, který bývá využíván ke spoření na penzi. V České republice je možné pravidelně investovat do tzv. účastnických fondů, které jsou spravovány soukromými penzijními společnostmi. Každá z nich má v nabídce zpravidla několik účastnických fondů, které se dělí dle výnosově-rizikového profilu na konzervativní, vyvážený a dynamický.

## Penzijní fondy v České republice
Penzijní fondy souvisí v České republice s třetím pilířem doplňkového penzijního spoření, jehož kořeny sahají až do roku 1994, kdy byl schválen zákon č. 42/1994 Sb., o penzijním připojištění se státním příspěvkem a o změnách některých zákonů souvisejících s jeho zavedením. K zásadnímu posunu však došlo až o devatenáct let později, v roce 2013, se zákonem č. 427/2011 Sb. Tehdy se penzijní připojištění transformovalo na třetí pilíř zvaný jako doplňkové penzijní spoření.
Doplňkové penzijní spoření je možné charakterizovat jako doplňkový systém vytvořený na občanském (individualistickém) principu, do kterého může občan dobrovolně vstoupit, stejně jako z něj může dobrovolně vystoupit. Spoří se v něm do fondů a vše je regulované a podporované státem.

### Druhy penzijních fondů
Třetí pilíř je v roce 2018 tvořen těmito fondy:
- Transformované fondy - vznikly z původních penzijních fondů, přičemž jsou u nich zachovány podmínky platné při založení, tj. záruka nezáporného zhodnocení, státní příspěvky, příspěvky od zaměstnavatele a možnost jednorázového vyrovnání či výsluhové penze.
- Účastnickými fondy – jsou nově vzniklé fondy, které představují jedinou možnost spoření pro nově uzavírané smlouvy. K těmto fondům také patří příspěvky od státu či zaměstnavatelů a daňové úlevy, ale není garantováno nezáporné zhodnocení finančních výnosů. Tyto fondy sice nabízejí širší možnosti zhodnocení prostředků, ale i větší riziko, proto mají povinnost nabízet také konzervativní možnosti spoření. Pozůstalostní ani výsluhová penze se tu neposkytují. Důležitou změnou je oddělení majetku fondu od majetku penzijní společnosti, což má chránit samotné účastníky (Důchodová reforma 2017).[2]

#### Druhy účastnických fondů
- Konzervativní penzijní fond – finanční prostředky investuje tento fond převážně do vybraných dluhopisů a nástrojů peněžního trhu vydaných centrálními bankami a zeměmi OECD, Evropským fondem finanční stability, evropskými centrálními bankami, evropskými investičními bankami, světovými bankami, Mezinárodním měnovým fondem nebo obdobnými institucemi se zárukou států OECD. Dále fond investuje do stejně zaměřených podílových fondů. Tento fond je vhodný zejména pro investory, kteří chtějí minimalizovat riziko ztráty.
- Vyvážený penzijní fond – finanční prostředky investuje tento fond do akcií, cenných papírů, standardních akciových fondů a do jiných od akcií odvozených nástrojů. Tyto investice mohou tvořit až 40 % hodnoty majetku fondu, ostatní prostředky jsou umístěny stejně jako u konzervativního penzijního fondu. Tento fond přináší vyšší výnosy, ale i vyšší rizika.
- Dynamický důchodový fond – finanční prostředky investuje tento fond do akcií, cenných papírů, standardních akciových fondů a do jiných od akcií odvozených nástrojů. Tyto investice mohou tvořit až 80 % hodnoty majetku fondu. Kromě akcií může fond investovat i do cenných papírů fondů kolektivního investování, kromě fondů zaměřených na nemovitosti. Ostatní prostředky jsou umístěny stejně jako u konzervativního penzijního fondu. Tento fond může přinést největší výnosy, ale také největší rizika.[2]

### Specifika spoření v penzijních fondech
Hlavní motivací pro vstup do třetího pilíře je státní příspěvek, popř. daňové úlevy. Hodnota státního příspěvku se odvíjí od výše měsíčního příspěvku účastníka:
- Měsíční příspěvek nižší než 300 Kč – žádné státní příspěvky
- Měsíční příspěvek 300 Kč – státní příspěvek v hodnotě 90 Kč
- S každým navýšením příspěvku o 100 Kč měsíčně se i státní příspěvek navyšuje o 20 Kč. Jeho maximální hodnota je 230 Kč (spoření 1000 Kč a výše měsíčně)

Příspěvkem na doplňkové penzijní spoření si může klient snížit daňový základ pro výpočet daně z příjmu fyzických osob. Pokud naspoří více než 12000 Kč za rok, tj. 1000 Kč měsíčně, může si snížit daňový základ o částku, jež přesahuje tuto hranici, nově až o 24000 Kč ročně (Důchodová reforma 2017). Tato částka se rovná příspěvku 3000 Kč měsíčně.
K dalším výhodám doplňkového penzijní spoření patří také možnost čerpat předdůchod (neplatí pro transformované fondy) již 5 let před dovršením státem určeného věku odchodu do starobního důchodu. Z doplňkového penzijního spoření však nemůže účastník peníze vybrat dříve než dva roky od sjednání smlouvy. V opačném případě by o ně přišel. Pokud je pak vybere předčasně před 60. rokem, přijde o veškeré státní příspěvky a budete muset vrátit také čerpané daňové výhody. Po 60. roce není třeba vybírat všechny peníze najednou, ale je možné si je nechat postupně vyplácet, zatímco zbytek bude dále zhodnocován.
V případě smrti účastníka nashromážděné prostředky získají určené osoby či dědicové (Asociace penzijních 2017b).

## České penzijní společnosti
České penzijní společnosti jsou sdruženy v Asociaci penzijních společností ČR. Ta má 9 členů a dva přidružené členy:
- Allianz penzijní společnost, a.s.
- UNIQA penzijní společnost, a.s.
- Conseq penzijní společnost, a.s.
- Česká spořitelna penzijní společnost, a.s.
- ČSOB penzijní společnost, a.s.
- NN Penzijní společnost, a.s.
- KB penzijní společnost, a.s.
- Generali penzijní společnost, a.s.
- Rentea penzijní společnost, a.s.

Přidružení členové:
- Deloitte Advisory s.r.o.
- KPMG Česká republika, s.r.o.